# Die Käserei in der Vehfreude (Film)
Die Käserei in der Vehfreude ist ein Film des Schweizer Regisseurs Franz Schnyder aus dem Jahr 1958. Er ist eine Verfilmung des 1850 erschienenen gleichnamigen Romans von Jeremias Gotthelf. In Deutschland ist der Film auch als „Annelie vom Berghof“, „Oh, diese Weiber“ und „Wildwest im Emmenthal“ bekannt.

## Handlung
Das fiktive Dorf Vehfreude im Emmental besitzt im Gegensatz zu den benachbarten Ortschaften keine Käserei. Um wirtschaftlich Anschluss halten zu können, errichten die Bürger statt der benötigten Schule eine Käserei. Der Rat der Männer hat es beschlossen, doch die Frauen sind überwiegend skeptisch. Tatsächlich wird streng darauf geachtet, dass alle Milch der Genossenschaft zur Verfügung gestellt wird, Entnahme für den Eigenbedarf wird schier unmöglich, im Einzelfall wird der heimlich abgeschöpfte Becher gar aus der Hand gerissen.
Die wirtschaftlichen Erwartungen an den Käse sind hoch. Leider kommen fast alle Bauern auf die Idee, die Milch mit Wasser zu strecken. Die Käselaibe geraten überwiegend minderwertig: Sie enthalten zu viel Luft. Die Käsesubstanz an sich ist gleichwohl von guter Qualität. Der Viehhändler Eglihannes schließt ein krummes Geschäft mit einem Zwischenhändler, dem "Käsefürsten": Dieser will jeden Laib für 44 Franken abkaufen, aber den Käse an sich für 50 weiterverkaufen, den Gewinn wollen sie sich teilen. Zur Abmilderung der wirtschaftlichen Misere hatte jedoch auch der Ammann, Gemeindevorstand und Leiter der Genossenschaft, einen Verkauf für 41 vereinbart. Darüber kommt es zwischen den Genossen zum Streit – bei dem der Käsefürst letztlich als Sieger hervorgeht. Durch Zufall belauscht Felix Ammann ein Gespräch zwischen dem verräterischen Eglihannes und dem Käsefürst, und knöpft sich den Genossen vor. Die Szene endet in einer zünftigen Marktschlägerei.
Felix, der Sohn des Ammann, ist bereits einer Frau versprochen, jedenfalls sehen das seine Eltern so. Er selbst hingegen hat andere Absichten: Sein Herz gehört schließlich Änneli, einem Verdingkind, die bei ihrer Schwester wohnt. Sie teilt die Gefühle, hat doch Felix sie vor einer wilden Schar hänselnder Schuljungen gerettet, die sie als Hexe verspottet hatten. Doch sie ist sehr zugeknöpft, da sie um die "Verlobung" mit der anderen weiß. Eisi, eine intrigante Bauersfrau, betrachtet Bethli, Ännelis ältere Schwester, mit Neid und grosser Missgunst. Um ihrer angedichteten Zauberkräfte Herr zu werden, versucht sie sich am Gegenzauber. Doch Eisi wird von Bethlis Mann Sepp überrascht, der plötzlich als Beelzebub verkleidet erscheint, woraufhin sie zunächst vor Schreck in die Jauche stürzt und sich in diesem Zustand vor Angst in die Schlafstube ins saubere Bett flüchtet.
Doch die Missgunst gegenüber Änneli steigert sich: Eisi und Eglihannes schreiben anonyme Briefe: Den einen erhält Änneli, und er besagt fälschlich, der Felix erwarte ein Kind mit seiner Verlobten, sie sei bereits im 5. Monat. Den anderen erhält der Ammann, mit dem falschen Inhalt, Felix habe ein Verhältnis mit Änneli, was dem Stand und dem Ruf des Ammanns sehr geschadet hätte. Zu allem Überfluss schläft Felix im Sonntagsgottesdienst ein, träumt von Änneli und ruft in die Stille der Andacht: „Änneli, küss mich!“ Der Skandal ist perfekt. Doch Felix klärt seinen Vater auf, jagt zu Änneli, die aus Scham und Schande das Tal verlassen will. Im letzten Moment gibt es ein Happy End.

## Kritik
«Verfilmung eines Romans von Jeremias Gotthelf, die zwar die urwüchsige Kraft des geistlichen Dichters in mancher Hinsicht abschwächt, aber die menschliche Gewinnsucht wirkungsvoll anprangert; hervorragend gespielt, mit aussergewöhnlichen Darstellerleistungen.»

## Produktion
Der Film ist eine Produktion von Schnyders eigener Produktionsgesellschaft Neue Film und kostete eine Million Schweizer Franken. Er entstand nach einem Drehbuch von Richard Schweizer und Franz Schnyder. Gedreht wurde er von Juli bis September 1958 in der «Chicorée-Halle» in Alchenflüh sowie an verschiedenen Orten im Emmental. Die Erstaufführung war am 22. Dezember 1958 in Burgdorf.
Für die Hauptrolle der Änneli verpflichtete Schnyder die zu diesem Zeitpunkt in der Schweiz weniger bekannte Annemarie Düringer. Für Franz Matter in der Rolle des Felix war es das erste Filmengagement. Weitere Hauptrollen erhielten nationale Stars wie Heinrich Gretler, Margrit Rainer, Ruedi Walter, Emil Hegetschweiler, Max Haufler und Margrit Winter.
Die Musik komponierte Robert Blum, Kamera führte Konstantin Tschet.